# John Spencer (voetballer)
John Spencer (Glasgow, 11 september 1970) is een voormalig Schots voetballer die gedurende zijn carrière onder andere voor Glasgow Rangers, Chelsea en Motherwell uitkwam. Tussen 1994 en 1997 was hij ook actief voor het Schots voetbalelftal en speelde veertien interlands voor zijn vaderland.

## Interlandcarrière
Spencer speelde in totaal veertien interlands voor Schotland. Onder leiding van bondscoach Craig Brown maakte hij zijn debuut op 16 november 1994 in de EK-kwalificatiewedstrijd tegen Rusland (1-1) in Glasgow. Hij viel in dat duel na 63 minuten in voor John McGinlay. Hij nam met zijn vaderland deel aan het EK voetbal 1996 in Engeland.

## Erelijst
Glasgow Rangers
- Scottish Premier League

1989, 1990, 1991, 1992
- Scottish Cup

1992
 Chelsea
- FA Cup

1997